# 小坂流加
小坂流加（こさか るか；1978年7月4日—2017年2月27日），是日本小说家。出生于静冈县三岛市。在第3届讲谈社Teen's Heart 少年心大赏中获得期待奖。小坂患有不治之症原發性肺動脈高壓症。 在完成《餘命十年》（日语：余命10年）后病情恶化，于2017年2月去世，享年38岁。

## 作品
- 《餘命十年》（余命10年）—— 2007年出版。 2017 年出版平装本。累计发行量 800,000 份（截至 2022 年 3 月）[4][5] 。2017年，获得静冈书店“最想電影化”大奖。該作改編的電影於2022年3月4日上映 。
- 《只要還活著》（生きてさえいれば）——2018年出版。累计发行量 250,000 份（截至 2022 年3月）[4]。小坂去世大约半年后，其家屬在她的电脑发现手稿。委托文艺社出版。 [6]

## 脚注
1. ↑  . あなたのあしたにヒカリを. ヤンセンファーマ株式会社.   [2022-03-06]. （原始内容存档于2022-03-06）.
2. ↑  . web.archive.org. 2019-02-18  [2021-01-09]. 原始内容存档于2019-02-18.
3. ↑  . ほんのひきだし (日本出版販売株式会社). 2018-06-29  [2022-01-15]. （原始内容存档于2022-03-06）.
4. 1 2  文芸社文庫NEO [@BungeishaNEO].  (推文). 2022-03-18  [2022-03-19] –Twitter.
5. ↑  . Real Sound映画部 (株式会社blueprint). 2022-02-14  [2022-03-04]. （原始内容存档于2022-03-04）.
6. ↑  『生きてさえいれば』文庫版p347「編集部による解説」